# Pazuzu
Na mitologia suméria, Pazuzu era o rei dos demônios do vento, filho do deus Hanbi. Ele também representava o vento sudoeste, que trazia as tempestades e a estiagem.

## Origem
A origem de Pazuzu remonta a aproximadamente 1000 anos a.C, na Assíria, Mesopotâmia.

## Iconografia
Pazuzu é frequentemente representado por uma criatura de corpo humano, mas com a cabeça de um leão ou cachorro, garras em vez de pés, dois pares de  asas, cauda de escorpião e o corpo revestido de escamas. Normalmente essas representações vêm com a mão direita levantada e a esquerda abaixada, representando vida e morte, criação e destruição.
A argola que fica sobre a cabeça das estatuetas indica que estas objetos eram usados em volta do pescoço ou pendurados nas casas, geralmente no local onde pessoas inválidas dormiam.

## Mitologia
Pazuzu era conhecido por trazer a estiagem e a fome nas estações secas e as pragas nas estações chuvosas. Apesar de ser considerado um demônio, Pazuzu era invocado em amuletos para lutar contra a deusa Lamastu, um demônio feminino que se alimentava das crianças recém-nascidas e que acreditava-se ser o responsável por prejudicar a mãe durante o parto.
Pequenos amuletos, retratando Pazuzu, eram colocados no pescoço de mulheres grávidas a fim de protegê-las do demônio Lamastu. Tais amuletos eram também colocados na mobília do que era também invocado como proteção contra doenças trazidas pelos ventos, especialmente pelo vento oeste.

## Na Cultura Popular
- A novela o Exorcista, de William Petter Blatty, refere como Pazuzu o demônio possuindo Regan. A adaptação, no entanto, omite seu nome, representando-o somente via estátuas ou estatuetas. O filme O Exorcista II: o Herege, refere-se ao demônio Pazuzu.

- William S. Burroughs invoca Pazuzu na dedicação de sua novela "Cities of the Red Night".
- Pazuzu é o demônio que persegue Adèle Blanc-Sec no "Le Démon de la tour Eiffel" (O Demônio da Torre Eiffel).